# 旅の香り
旅の香り（たびのかおり）は、テレビ朝日系列で放送されていた旅番組のシリーズ。2002年（平成14年）4月16日から2009年（平成21年）9月20日までレギュラー放送され、その後は単発特番で放送されていた（ハイビジョン制作・字幕放送）。

## タイトルの変遷
- 「旅の香り 時の遊び」 - 2002年（平成14年）4月～2005年（平成17年）9月
- 「旅の香り」 - 2005年（平成17年）10月～2007年（平成19年）9月
- 「旅の香り〜四季の名宿めぐり〜」 - 2007年（平成19年）10月～2009年（平成21年）9月

## 番組概要

### 主な内容
芸能人が日本各地の風土、歴史、食、温泉宿を訪ね、その映像の合間に紹介した店舗や旅館などの詳細を表示する時に、野際と中井がVTRに関して映像に関するコメントをする。出演する芸能人は40代以上であることが多く、若い芸能人が出る場合は年配の芸能人とのペアとなっていた。
開始当初は、後日その芸能人をスタジオに呼び、野際陽子・中井美穂の司会で振り返るという形式で、2007年（平成19年）10月からはスタジオには旅人ではなく別のゲスト（主に料理研究家）を招いていた。
過去には、ヒロシが有名芸能人と毎回さまざまな町を探訪するコーナーもあった。当初ヒロシは、氷川きよしが担当していた「小さな小さなふれあい旅」「お国自慢」コーナーが収録出来ない時の代打として、都内の安価なスポットを日帰りで探訪するコーナーを任されていた。しかしレポーターとしてのヒロシの能力が評価されたのか、ほぼレギュラー状態となり2時間特番ではベテラン女優などに同行する場合が多かった。しかし、ヒロシ単独の場合はタクシー代がなくヒッチハイクをしたり、最初に渡された費用（数千円ほど）のみでやりくりしなければならなかったりと、なぜか予算がケチられていた。
また、日曜19時台に放送されていた頃、番組内ではスポンサーのトヨタ自動車（トヨタレンタリース）とEPSONが番組コラボCMを展開していた。

#### 家庭でできる裏技クイズ
2009年（平成21年）に入り番組の最後に放送されているコーナー。料理などに役立つちょっとした豆知識を放送内で出演した料理人が紹介する。放送ではクイズ形式で一部分を伏せた状態で放送してからCMに入り、CM後に伏せた部分を発表しそのまま次回予告とスタッフロールに入ることが多かった。

#### 旅の香り ダジャ列車「旅の香り」号
2008年（平成20年）1月20日から、番組で旅をした地域にある「ダジャレ土産」の名前を当てる、クイズ形式の新コーナーとして始まる。クイズの出題者は、車内販売の売り子さんに扮したテレビ朝日の上宮菜々子アナウンサー。同年6月8日に終了。

#### 旅の香り なぞかけ本舗
2007年（平成19年）10月7日から12月9日まで放送されていたコーナー。野際と視聴者がなぞかけで対決するというもの。スタジオに2つの作品が用意され、中井が紹介（この時、作者名は伏せられていた）。どの作品が優秀かをゲストが選び、その作品が視聴者の場合は3万円分の旅行券がプレゼントされた。ハガキと番組ページで作品を募集していた。

#### 氷川きよしの一番おいひぃ
火曜19時台に放送されていた頃、本編終了後、19:54〜20:00におまけとして放送されたミニ番組。これは、氷川がその回で訪ねた場所にあるお勧めの食べ物を紹介するというもの。なおスペシャル版放送の場合は休止となった。

また、これは当初テレビ朝日のみで放送されていたが、2005年（平成17年）4月19日よりHTBでも放送されるようになった。

なお、番組枠移動のため、2005年（平成17年）9月13日で終了。

### 放送時間の変動など
- レギュラー放送最終期の放送時間は日曜日18:30〜18:56（2007年10月7日から変更。以降、時間表記はすべてJST）。2005年（平成17年）9月までは毎週火曜日19:00〜19:54に、2007年（平成19年）7月29日までは毎週日曜日18:56〜19:58に放送されていた。BS朝日でも毎週水曜日に過去の回が放送されていたが、9月30日をもって終了。
- ハイビジョン収録はスタジオ内だけでなく外部ロケーションでもおこなわれていた。
- 2002年7月から2006年（平成18年）3月まではローカルセールス扱いだったため、地域により不定期でローカル番組を放送する場合があり、そのときは後日時差放送となっていた。
- 2006年（平成18年）4月からはネットセールス扱いとなったが、それ以降もHTBでは「YOSAKOIソーラン祭り」の特別番組（18:56〜20:54　BS朝日にも同時放送されるため制作はテレビ朝日、HTBは制作協力）の放送に差し替えとなったため、後日時差放送された。2006年（平成18年）は6月11日放送分が6月17日10:50〜11:45に、2007年は6月10日放送分が6月16日9:30〜10:25に時差放送された。
- 日曜日に移動してからは20時台の「笑いの金メダル」（ABCテレビ制作）とともに視聴率が低迷していたため、2006年（平成18年）9月からはスポーツ中継（主にISUグランプリシリーズが3戦組むのが多く、場合によっては野球中継を組むことがある）やM-1グランプリなどの特番のため休止となることが多かった。（2007年以後も同様である）
- 2007年（平成19年）7月から9月までは、「笑いの金メダル」が同年6月24日を以って打ち切られたために、穴埋めとしてABC制作枠との2時間を統合させてつなぎの2時間特番枠「サンデーデラックス」とこの番組の2時間拡大版が交互に放送された（7月29日のみ19:57から『選挙ステーション』のため1時間放送）。
- 地上デジタル放送では連動データ放送が行われている。但し前述の通りこの枠がローカル枠扱いになっていた関係上、当初はテレビ朝日のみでの放送であったが、2005年（平成17年）5月3日より名古屋テレビ放送（メ〜テレ）と朝日放送でも連動データ放送が開始された（ほかの系列局でも地上デジタル放送の開始と同時に実施されている）。なお、系列外の宮崎放送、北日本放送では連動データ放送は行われていない。クロスネットの都合上、遅れネットとなる福井放送も同様である。
- 2009年（平成21年）8月30日放送の90分スペシャルは、18:34 - 19:56の枠で放送（正式開始時刻は18:33:30）。これは、普段この番組の次に放送されているミニ番組『挑戦者〜No.1への階段〜』（現在は土曜20:51〜20:54）が18:30からの前倒しでの放送となったためで、この番組の終了直後には『選挙ステーション2009』とステブレレスで接続された（ステブレレス接続は史上初）。
- 2009年（平成21年）9月6日に、直後の19時枠で放送されていた『大人のソナタ』が終了したこともあり、翌週と翌々週は拡大版として放送された。その形式は90分SPと同じく、『挑戦者』を18:30からの前倒し放送にし、当番組は18:34（実際は18:33:30）から放送するものだった。
- 2009年（平成21年）10月から同枠で『奇跡の地球物語〜近未来創造サイエンス』が放送開始されるのに伴い、9月20日の2時間半拡大版でレギュラー放送は終了したが、今後は改編期及び年末年始の特別番組として放送される。その第1弾として、2009年（平成21年）12月27日19:00～20:54に「旅の香り特別企画・食の都でおかわり連発!日本に生まれてよかったスペシャル」として放送された。
- なお、現在の番組公式サイトでは、再放送の紹介文を掲載している（関東ローカルの為、テレビ朝日のみでの放送。2010年（平成22年）3月20日で終了している）。
- 2017年6月13日に当番組MCであった野際陽子が死去したことを受け、同年6月18日放送の『日曜ワイド 追悼特別番組 野際陽子さんを偲んで』（10:00 - 11:50）内で当番組の初回放送や名場面が放送された[1]。
- 2018年3月17日には、『新・旅の香り』として約7年ぶりに新作が放送。

## スペシャル番組

### 単発移行後
- 「旅の香り特別企画・食の都でおかわり連発!日本に生まれてよかったスペシャル」…2009年12月27日、19:00-20:54
出演…野際陽子、中井美穂、氷川きよし、黒柳徹子、萩本欽一、前川清、沢村一樹、ギャル曽根

- 「旅の香り春の2時間スペシャル～今宵は京都で花見どす　泣ける笑える歴史散策～」…2010年3月20日（土）、19:00-20:51
出演…野際陽子、氷川きよし、中井美穂、武田鉄矢、ビビる大木、みっちー、生瀬勝久、京都通外国人の皆さん、ヒロシ、相澤正久（サンミュージック副社長）

- 「旅の香り年忘れ名湯スペシャル ヒミツの箱根グルメ駅伝」…2011年12月18日（日）、14:00-15:25（サンデープレゼント枠で放送）
出演…野際陽子、中井美穂、氷川きよし、間寛平

- 「新・旅の香り」…2018年3月17日（土）、14:55 - 16:25
出演…浅野ゆう子、中井美穂、森パメラ、森星

### スペシャル版の放送内容
- 変装旅 - 毎回、黒柳徹子と氷川が変装して東京都内のスポットに潜入する。道行く人に黒柳と氷川であることがばれたらそこで旅は終了となる。

## 出演者
- 野際陽子（スタジオMC）
- 中井美穂（スタジオMC）
- 氷川きよし（VTR出演）

### 過去の出演者
- 地井武男（スタジオMC、2004年10月〜2005年9月）
- ヒロシ（VTR出演、2005年6月〜2007年9月）
- 宮地めぐみ（ヒロシとともにVTR出演、2007年5月〜2007年9月）
- 旅の観定団 ライターズ7（VTR出演、顔は伏せられている）

## ナレーション
- 林家たい平 - 「四季の名宿めぐり」から担当

### 過去のナレーション
- 鈴木博紀
- 柴田秀勝

## テーマ曲

### オープニングテーマ
- D.F.O.「Pastorale」（2002年4月〜、アルバム「Runner」に収録）
- BIGBELL「真実の扉」（〜2005年9月）
- BIGBELL「藍」（2005年10月〜2007年9月、アルバム「こころの場所」に収録）
- BIGBELL「風の色」

### エンディングテーマ
- BIGBELL「ひかりのかけら」（2002年4月〜、アルバム「New Asia II」「Asian Vision」に収録）
- 栗コーダーカルテット「ご近所世界一周」（〜2007年9月、アルバム「笛社会」に収録）
- D.F.O.「Walk in The Green」
- 押尾コータロー「楽園」（アルバム「Eternal Chain」に収録）

## スタッフ

### 新・旅の香り（2018年3月17日放送分）
- 構成：武田浩、山下直美
- カメラ：長崎太資、林雅彦、遠藤径介、松川翔
- VE：丹野基樹、古賀公章
- AUD：伊藤康明、鈴木卓也
- 照明：田中基治
- 車両：渡辺義之、高溝一行
- ヘアメイク：岸順子、仲嶺美舟、徳田郁子
- スタイリスト：犬走比佐乃、谷藤知可子
- 編集：笹原隆基、植木義憲
- MA：一色勇人
- 音効：大山豊
- TK：上原美華
- CG：ルールブック
- タイトル：沼田千恵子
- 技術協力：tsp、朝日メディアブレーン、SPOT、IDEA
- テーマ曲：西原大介（BIG BELL）
- 編成：高崎壮太（テレビ朝日）
- 宣伝：齋藤莉紗子（テレビ朝日）
- AD：藤巻萌美、奥山勇気
- AP：前田弘美
- デスク：知久恵子
- ディレクター：塙汐理、林大輔
- プロデューサー：沼田真明（テレビ朝日）、阪本明、丸山佳夫（以上ViViA）
- 制作：テレビ朝日、ViViA

### 最終回時点のスタッフ
- 企画構成 : ほそかわ紀子
- 構成 : 武田浩、山下直美
- 旅監修 : 柏井壽
- リサーチ : BLUE MOUNTAIN
- 技術プロデューサー : 綾部芳臣
- TD : 日山秀樹
- カメラ : 山田和裕、松尾典英、小倉健
- VE : 三浦薫
- 音声 : 伊藤康明
- 照明 : 佐藤清隆
- ロケカメラ : 【※週替り】橋本稔、林雅彦、常田浩一郎、河野健之、野瀬竜一郎、山本裕幸
- ロケVE : 【※週替り】丹野基樹、大森秀紀、酒井徹、宮本樹、井本倫幸
- ロケ音声 : 【※週替り】鈴木英典、伊藤康明、中村哲、井上哲
- ロケ照明 : 【※週替り】久保田芳實、目時威邦、長谷川誠、土居賢太郎、北原慎也、平田吉伸、金澤秀雄
- 車輌 : 【※週替り】川島清紀、渡辺義之、石井清孝
- 美術 : 吉木崇
- セットデザイン : 宇家譲二
- 美術進行 : 清水基恵
- 大道具 : 武市和也
- 小道具 : 益子尚正
- 電飾 : 古居久美子
- スタイリスト : 谷口みゆき、佐藤ミサキ、伊藤典子
- ヘアメイク : 岸順子（野際陽子担当）、児玉阿沙子、遠山雄也、渡辺健太、桜井章生、平井真由美、富田晶、小谷野有美
- オフライン編集 : 笹原隆基、古木亮太、國井哲也
- EED : 水上義明、小林雄太
- MA : 一色勇人
- 編集デスク : 七海達也
- 音効 : 大山豊、波塚佳裕
- CG : パークグラフィックス
- TK : 上原美華
- 編成 : 金澤美保、遠藤華子（テレビ朝日）
- 宣伝 : 佐々木孝（テレビ朝日）
- デスク : 伴倫子（テレビ朝日）、菅原良子
- AD : 【※週替り】山口優衣、忠平有市、百田真規、渡辺毅、津田宗孝、沈麗麗
- 制作進行 : 鈴木久美子
- AP : 前田弘美
- ディレクター : 【※週替り】三ツ木仁美、香山直美、松岡智洋、服部由佳子、熊沢謙一、寺田剛
- チーフディレクター : 角田祥
- 取材プロデューサー : 梅原高実（ユニオン映画）
- プロデューサー : 市川幸介（テレビ朝日）、阪本明
- ゼネラルプロデューサー : 山下浩司（テレビ朝日）
- 音楽協力 : テレビ朝日ミュージック
- 技術協力 : TSP、Kカンパニー、朝日メディアブレーン
- 美術協力 : テレビ朝日クリエイト
- インテリア協力 : 日立アプライアンス、中山産業、BUG、スタジオーネ
- 収録スタジオ : テイクスタジオ
- 協力 : 長良プロダクション
- 制作協力 : 【※週替り】ユニオン映画
- 制作 : テレビ朝日、テレビ朝日映像

### 過去のスタッフ
- 構成 : 外山信行
- 編成 : 白井伸之（テレビ朝日）
- プロデューサー : 谷村幸治（テレビ朝日）
- チーフプロデューサー : 山本隆司（テレビ朝日）

## ネット局
（2009年9月放送終了時点でネットしていた局、あるいはそれ以前にネットしていた局を掲載）
| 放送対象地域  | 放送局           | 系列                          | ネット形態 |
| ------------- | ---------------- | ----------------------------- | ---------- |
| 関東広域圏    | テレビ朝日       | テレビ朝日系列                | 制作局     |
| 北海道        | 北海道テレビ     | テレビ朝日系列                | 同時ネット |
| 青森県        | 青森朝日放送     | テレビ朝日系列                | 同時ネット |
| 岩手県        | 岩手朝日テレビ   | テレビ朝日系列                | 同時ネット |
| 宮城県        | 東日本放送       | テレビ朝日系列                | 同時ネット |
| 秋田県        | 秋田朝日放送     | テレビ朝日系列                | 同時ネット |
| 山形県        | 山形テレビ       | テレビ朝日系列                | 同時ネット |
| 福島県        | 福島放送         | テレビ朝日系列                | 同時ネット |
| 新潟県        | 新潟テレビ21     | テレビ朝日系列                | 同時ネット |
| 長野県        | 長野朝日放送     | テレビ朝日系列                | 同時ネット |
| 静岡県        | 静岡朝日テレビ   | テレビ朝日系列                | 同時ネット |
| 富山県        | 北日本放送       | 日本テレビ系列                | 遅れネット |
| 石川県        | 北陸朝日放送     | テレビ朝日系列                | 同時ネット |
| 福井県        | 福井放送         | 日本テレビ系列 テレビ朝日系列 | 遅れネット |
| 中京広域圏    | メ〜テレ         | テレビ朝日系列                | 同時ネット |
| 近畿広域圏    | 朝日放送         | テレビ朝日系列                | 同時ネット |
| 広島県        | 広島ホームテレビ | テレビ朝日系列                | 同時ネット |
| 山口県        | 山口朝日放送     | テレビ朝日系列                | 同時ネット |
| 岡山県 香川県 | 瀬戸内海放送     | テレビ朝日系列                | 同時ネット |
| 愛媛県        | 愛媛朝日テレビ   | テレビ朝日系列                | 同時ネット |
| 福岡県        | 九州朝日放送     | テレビ朝日系列                | 同時ネット |
| 長崎県        | 長崎文化放送     | テレビ朝日系列                | 同時ネット |
| 熊本県        | 熊本朝日放送     | テレビ朝日系列                | 同時ネット |
| 大分県        | 大分朝日放送     | テレビ朝日系列                | 同時ネット |
| 宮崎県        | 宮崎放送         | TBS系列                       | 遅れネット |
| 鹿児島県      | 鹿児島放送       | テレビ朝日系列                | 同時ネット |
| 沖縄県        | 琉球朝日放送     | テレビ朝日系列                | 同時ネット |

※BS朝日でも放送されていた。

### 再放送
- レギュラー放送終了後の2009年（平成21年）10月より、テレビ朝日（関東ローカル）にて土曜17:00〜17:30に再放送していたが、2010年（平成22年）3月20日をもって終了となった。